# Jerzy Felicjan Sapieha
Pour les articles homonymes, voir Sapieha.
Ne doit pas être confondu avec Kazimierz Jan Sapieha.
Jerzy Felicjan Sapieha (1679 – 3 septembre 1750, prince de la famille Sapieha, maître des cuisines de Lituanie, voïvode de Mstsislaw, major général des armées de Lituanie, maréchal de la cour de Lituanie

## Biographie
Jerzy Felicjan Sapieha est le fils de Franciszek Stefan Sapieha, grand écuyer de Lituanie et maréchal de la Sejm de Grodno et de Anna Krystyna Lubomirska

## Mariage et descendance
En février 1706, Jerzy Felicjan Sapieha épouse Katarzyna Radomicka. Ils ont pour enfant:
- Mariana Sapieha

## Sources
- Notices d'autorité :   - VIAF
  - NUKAT

- (pl) Cet article est partiellement ou en totalité issu de l’article de Wikipédia en polonais intitulé « Józef Franciszek Sapieha » (voir la liste des auteurs).